# 足柄県
足柄県（あしがらけん）は1871年（明治4年）に相模国西部、伊豆国を管轄するために設置された県。現在の神奈川県西部、静岡県伊豆半島、東京都伊豆諸島にあたる。神奈川県三浦半島が含まれる事があるが誤った情報である。

## 概要
1867年（慶応3年）10月14日の大政奉還の時点で、相模国西部には小田原藩、荻野山中藩、武蔵金沢藩などの藩領があり、相模国内の幕府領は伊豆国内のものとともに韮山代官所の支配下にあった。
1868年（慶応4年）6月29日、明治政府は韮山代官所に代えて韮山県を設置し、相模国、伊豆国内の旧幕府領・旗本領をその管轄とした（ただし、相模国内の旧幕府・旗本領の一部は神奈川府の管轄とされた）。
1871年（明治4年）7月14日、廃藩置県によって藩が廃止され、それぞれ小田原県、荻野山中県、六浦県となった。しかし、この段階の県域は多くの飛地を持つ従来の藩領を基本的に引き継いだものであり、極めて錯綜していた。
同年、上記錯綜への対処として、関東地方で第1次府県統合が行われ、相模国の西半と伊豆国全域をもって足柄県が設置された。
ただし、相模国高座郡は、安政の五ヶ国条約による外国人の遊歩区域に含まれることから神奈川県の所属に改められ、相模川が神奈川県との境界となった。これにより、小田原県、荻野山中県、韮山県が統合され、上記区域内に分布していた六浦県などの飛地も管轄下に編入された。一方で、韮山県が従来管轄していた武蔵国内などの区域は神奈川県などの管轄下に編入された。
1876年（明治9年）、第2次府県統合により相模国が神奈川県に、伊豆諸島を含む伊豆国が静岡県に合併され、足柄県は廃止された。

## 沿革
- 1871年（明治4年）11月14日 - 第1次府県統合により小田原県、荻野山中県、韮山県が統合され、相模国西部と伊豆国に足柄県が発足。県庁は足柄下郡小田原駅（現在の小田原市城内）の小田原城に設置。高座郡は太政官布告では足柄県所属とされたが、実際には神奈川県に移管。
- 1876年（明治9年）4月18日 - 第2次府県統合により、相模国を神奈川県に、伊豆諸島を含む伊豆国を静岡県に合併。同日足柄県廃止。

## 管轄地域
- 相模国
  - 高座郡（太政官布告のみ）
  - 淘綾郡
  - 大住郡
  - 愛甲郡
  - 津久井郡
  - 足柄上郡
  - 足柄下郡
- 伊豆国一円（伊豆半島を含む）

## 歴代知事
- 1871年（明治4年）11月13日 - 1872年（明治5年）7月25日 ： 参事・柏木忠俊（前韮山県大参事）
- 1872年（明治5年）7月25日 - 1874年（明治7年）9月14日 ： 権令・柏木忠俊（前足柄県参事）
- 1874年（明治7年）9月14日 - 1876年（明治9年）4月18日 ： 県令・柏木忠俊（前足柄県権令）